# Обыкновенный дубонос
Обыкновенный дубонос (лат. Coccothraustes coccothraustes) — вид птиц из семейства вьюрковых (Fringillidae). Единственный представитель рода Coccothraustes.

## Внешний вид
Птица средних размеров (длиной до 18 см) с очень массивным голубовато-серым (зимой палевым) клювом, приспособленным для щелканья косточек плодов и ягод: вишни, черешни, черемухи. Окрас оперения самца буровато-коричневый с рыжеватым оттенком; горловое пятно, крылья и хвост черные; на крыльях одна широкая белая полоса; подбой крыла белый; хвост короткий, ноги буровато-розовые. Самки несколько бледнее самца с мелким поперечным рисунком на голове и боках.

## Образ жизни
Дубонос живёт в лиственных и смешанных лесах, рощах, садах, дубравах, полезащитных насаждениях и парках, иногда в непосредственной близости от человеческого жилья. Особенно привлекают его старые яблоневые сады, кладбища и опушки дубрав. Обычно держится скрытно в кронах деревьев.
Питается косточками черёмухи и вишни, менее охотно поедает рябину и бузину, а также семена граба, клёна, чертополоха, подсолнуха, буковые орешки. Весной питается также почками и молодыми побегами, а летом — насекомыми (голые гусеницы чешуекрылых, майские хрущи и пр.).

## Размножение

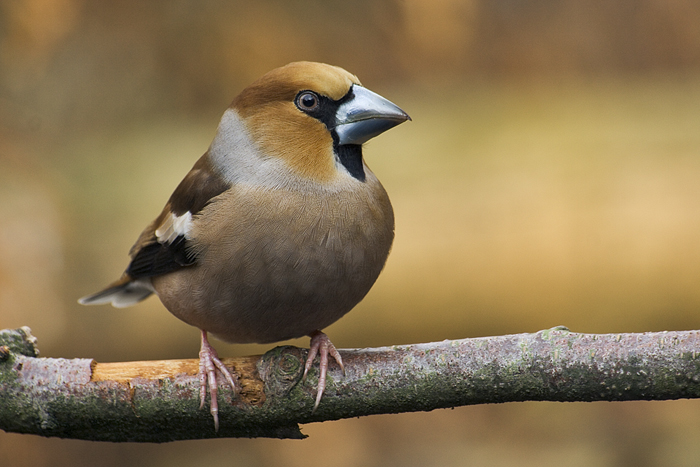
Обыкновенный дубонос

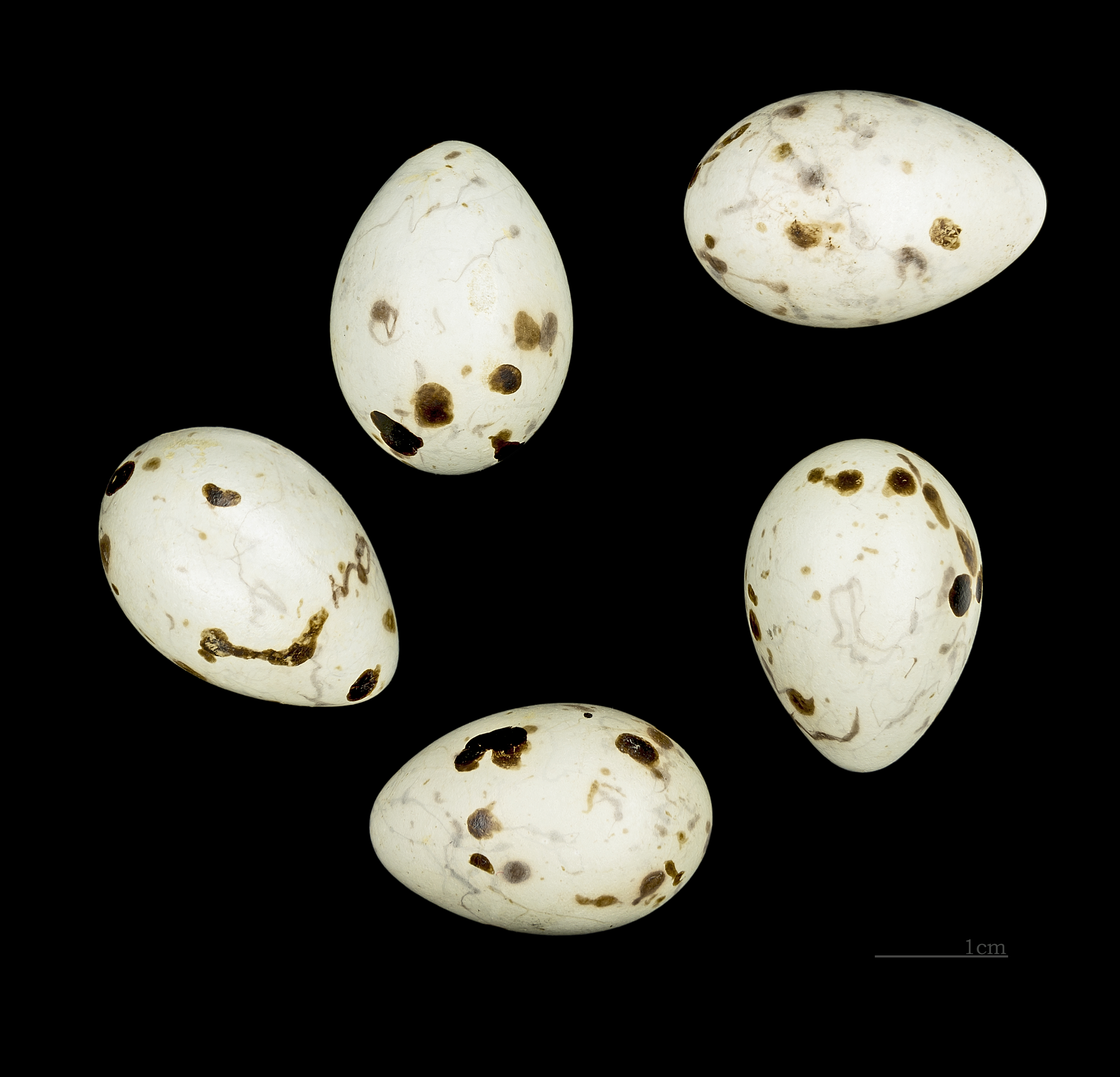
Coccothraustes coccothraustes

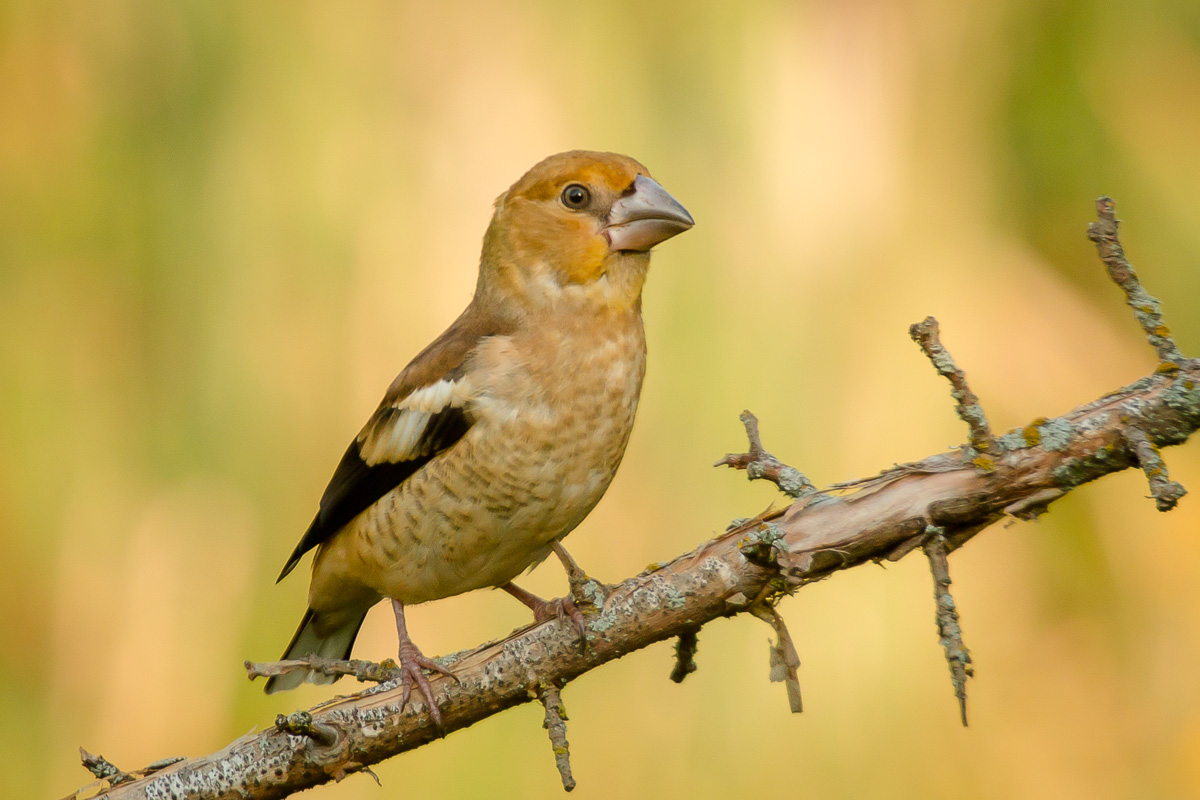
молодая особь

Половая активность развивается постепенно вслед за ходом весны. Первые поющие птицы были замечены в январе, однако настоящее оживление приходится на апрель. Постройка гнезд у обыкновенного дубоноса начинается во второй половине мая и продолжается до середины июня (у разных пар). Птицы устраивают гнёзда в среднем и верхнем ярусах древостоя. Гнездо представляет собой глубокую чашечку с рыхлыми стенками и дном. Диаметр гнезда 200—220 мм, высота гнезда 80-100 мм, диаметр лотка 70-80 мм, глубина лотка 40-50 мм. Сплетено оно обычно из прутиков, корешков и другого строительного материала. Наружный слой сделан из грубых веток. Подстилка состоит из небольшого количества сухих стебельков трав, тонких корешков и конского волоса. Соотношение этих материалов в разных гнездах может сильно варьировать.
Массовая откладка яиц происходит в мае. Кладка состоит из 3-7, чаще 4-5 яиц бледной желтовато- или серовато-зеленой окраски с довольно редкими точками, пятнами и завитками фиолетово-серого и синего цвета. На тупом конце часто заметен венчик из крапин.
Длительность насиживания (преимущественно самкой) — 14 суток. Самец садится на гнездо только на время вылета самки на кормёжку. Пока партнёрша сидит на гнезде, самец кормит её и охраняет гнездо. О выводке заботятся оба родителя. Птенцы находятся в гнезде 11-14 суток. В июле встречаются как слётки, так и хорошо летающие птенцы. Птенцов дубоносы выкармливают преимущественно насекомыми, позднее переходят на растительный корм. Отлёт проходит во второй половине августа — начале сентября. Представляется маловероятным, чтобы дубоносы делали две кладки в год.

## Распространение
Распространён обыкновенный дубонос очень широко по всей Евразии (от Британских островов до Японии и Аляски), однако, как правило, не заходит далеко к северу и северо-востоку, поэтому в скандинавских странах встречается редко. Во время миграции достигают Марокко, Алжира, Турции.
В центральной полосе Европейской части России дубонос встречается регулярно. Распространён в Крыму и на Кавказе, к востоку доходит до Приморья, Сахалина и Камчатки.

## Домашнее содержание
В домашних условиях обыкновенного дубоноса содержат редко. 